# Federació Cinològica Internacional
La Federació Cinològica Internacional (Fédération Cynologique Internationale) és l'organisme que s'encarrega de regir i fomentar la cinologia (o canofilia) a tot el món, i també regeix les normes de criança de gos. Consta de 84 països membres amb els seus propis pedigrís i que formen els seus jutges. Cada país dicta les normes de les races de gossos que són oriündes del país, les quals són avalades per la FCI. Té la seu a Thuin, Bèlgica.
La Federació Cinològica Internacional fou creada el 22 de maig de 1911 amb l'objectiu de fomentar i protegir la cinologia i els gossos de pura raça per tots els mitjans que troba desitjables.

## Països fundadors
Els països fundadors de la FCI són:
- Alemanya (Kartell für das Deutsche Hundewesen en und Die Delegierten Kommission)
- Àustria (Österreichischer Kynologenverband)
- Bèlgica (Société Royale Saint-Hubert)
- França (Société Centrale Canine de France)
- Països Baixos (Raad van Beheer op Kynologisch Gebied in Nederland)

La Primera Guerra Mundial va posar fi a aquesta Federació i va ser el 1921 quan la Société Centrale Canine de France i la Société Royale Saint-Hubert van decidir tornar a crear la FCI. Els seus estatuts van ser aprovats el 10 d'abril de 1921 i el 5 de març de 1968, la FCI va aconseguir personalitat jurídica.

## Estructura
Assemblea General, Comitè Executiu - Comitè General, Comissions Obligatòries (d'estàndards, científica, jurídica), Comissions Facultatives

## Objectius
La FCI garanteix el reconeixement mutu dels jutges i pedigrís dins dels seus països membres.
La FCI reconeix 337 races i cadascuna és 'propietat' d'un país específic. Els països 'propietaris' d'aquestes races estableixen l'estàndard de raça (descripció detallada del tipus ideal de la raça) - en col·laboració amb les Comissions d'Estàndards i Científica de la FCI - la traducció i actualització està efectuada per la FCI. Aquests estàndards són la referència en la qual es basen tots els jutges en examinar els gossos durant les exposicions dutes a terme en els països membres de la FCI.
Cada país membre duu a terme exposicions internacionals de bellesa i també concursos internacionals de treball. Es remeten els resultats d'aquestes competicions al Secretariat de la FCI on estan entrats en l'ordinador. En aconseguir un gos un nombre determinat de recompenses, pot aconseguir el títol de Campió Internacional de Bellesa o de Treball. La FCI és la que homologa aquests títols.
A més, cada criador pot demanar, via la seva organització canina nacional i la FCI, la protecció a nivell internacional de la seva afix (nom de la seva criança).

## Activitats principals de la FCI
- Atorga i homologa els títols de Campió Internacional de Bellesa, de Treball, d'Obediència, de Carreres i d'Agilitat.
- Actualització i traducció dels estàndards de raça en quatre idiomes (francès, anglès, alemany i castellà)
- Mantenir la base de dades de jutges reconeguts internacionalment per atorgar el CACIB.
- Traducció i actualització dels diversos reglaments internacionals.
- Publicació del calendari anual d'exposicions internacionals.

Contràriament al que pensa molta gent, la Fédération Cynologique Internationale no expedeix cap pedigree. A més, no té arxivada cap llista de criadors de races, aquestes es poden aconseguir en les societats canines nacionals reconegudes per la FCI.
La FCI no comparteix estàndards amb l'American Kennel Club.

## Classificació de les races canines
| Grup I   | - Secció 1: Gossos de pastor - Secció 2: Gossos bovers (excepte bovers suïssos) | Grup II   | - Secció 1: Tipus Pinscher i schnauzer - Secció 2: Molosoides - Secció 3: Gossos tipus muntanya i bovers suïssos - Secció 4: Altres races (no hi ha cap raça inclosa) |
| Grup III | - Secció 1: Terriers de talla gran i mitjana - Secció 2: Terriers de talla petita - Secció 3: Terriers de tipus bull - Secció 4: Terriers de companyia | Grup IV   | - Secció 1: Teckels |
| Grup V   | - Secció 1: Gossos nòrdics de trineu - Secció 2: Gossos nòrdics de cacera - Secció 3: Gossos nòrdics de guàrdia i pasturatge - Secció 4: Spitz europeus - Secció 5: Spitz asiàtics i races semblants - Secció 6: Tipus primitiu - Secció 7: Tipus primitiu - Gossos de caça - Secció 8: Gossos de caça tipus primitiu amb una cresta sobre l'esquena                                            | Grup VI   | - Secció 1: Gossos tipus coniller - Secció 2: Gossos de rastre - Secció 3: Races semblants                                                                            |
| Grup VII | - Secció 1: Gossos de mostra continentals - Secció 2: Gossos de mostra anglesos i irlandesos | Grup VIII | - Secció 1: Gossos cobradors de caça - Secció 2: Gossos aixecadors de caça - Secció 3: Gossos d'aigua                                                                 |
| Grup IX  | - Secció 1: Bichons i races semblants - Secció 2: Caniche - Secció 3: Gossos belgues de talla petita - Secció 4: Gossos sense pèl - Secció 5: Gossos tibetans - Secció 6: Chihuahua - Secció 7: Spaniel anglesos de companyia - Secció 8: Spaniels japonesos i pequinesos - Secció 9: Spaniels continental nan de companyia - Secció 10: Kromfohrländer - Secció 11: Molosoides de talla petita | Grup X    | - Secció 1: Llebrers de pèl llarg o ondulat - Secció 2: Llebrers de pèl dur - Secció 3: Llebrers de pèl curt                                                          |